# Austrolycus laticinctus
Austrolycus laticinctus es una especie de pez de la familia de los Zoarcidae en el orden de los perciformes.

## Morfología
Los machos pueden llegar a alcanzar los 82,4 cm de longitud total.

## Hábitat
Es un pez de mar y de aguas profundas que vive entre 10-1.025 m de profundidad

## Distribución geográfica
Se encuentra desde Puerto Deseado Argentina hasta la Tierra del Fuego. 

## Observaciones
Es inofensivo para los humanos. 